# Florae Romanae Prodromus
Florae Romanae Prodromus (abreviado Fl. Roman. Prodr.) es un libro con ilustraciones y descripciones botánicas que fue escrito por el médico y naturalista italiano; Francesco Antonio Sebastiani y publicado en el año 1818 con el nombre de Florae Romanae Prodromus exhibens centurias xii Plantarum ...